# Susanne Ahlers
Susanne Ahlers (* 26. Dezember 1959 in Osterholz-Scharmbeck) ist eine deutsche politische Beamtin.

## Leben
Ahlers wuchs in ihrem Geburtsort Osterholz-Scharmbeck auf. Nach einer Ausbildung zur Erzieherin in Berlin, legte sie das Abitur auf dem Zweiten Bildungsweg ab und studierte anschließend Politikwissenschaft an der Universität Bremen. Von 1989 bis 1994 studierte sie an der Freien Universität und in Bremen Politologie. Von 1995 bis 1997 war sie als wissenschaftliche Mitarbeiterin der PDS-Fraktion im Deutschen Bundestag Büroleiterin des als Parteiloser über die PDS-Landesliste gewählten Abgeordneten Christian Schenk, ehe sie 1997 Referentin für die Landesregierung Schleswig-Holstein wurde. 2000 wechselte sie, inzwischen zur Referatsleiterin befördert, zur Stadt Wiesbaden, wo sie 2001 und 2002 die Position der Frauenbeauftragten bekleidete. Von 2002 bis 2006 war sie als Staatssekretärin für Arbeit und Frauen und Amtschefin unter Senator Harald Wolf (PDS, Senat Wowereit II) tätig. Nach der Bildung des Senats Wowereit III im Jahr 2007 gab sie diese Position auf und nahm ein Sabbatjahr, in dem sie unter anderem in der Stadtverwaltung von San Francisco hospitierte. In der Folge war Ahlers bis 2015 als selbstständige Trainerin und Beraterin tätig, ehe sie 2016 die Leitung des Jobcenters Bremen übernahm. Von September 2019 bis Ende August 2020 war Ahlers Staatsrätin für Arbeit und Europa der Senatorin für Wirtschaft, Arbeit und Europa der Freien Hansestadt Bremen, Kristina Vogt. Ihr Nachfolger wurde Kai Stührenberg. Von September 2020 bis Oktober 2021 fungierte sie als Leiterin der Abteilung 3 für Bundes- und Europaangelegenheiten sowie Medien der Thüringer Staatskanzlei.